# Klapperichimorda
Klapperichimorda là một chi bọ cánh cứng trong họ Mordellidae.
Chi này được miêu tả khoa học năm 1968 bởi Ermisch.

## Các loài
Chi này gồm các loài:
- Klapperichimorda kodadai Horák, 1996
- Klapperichimorda lutevittata Fan & Yang, 1995
- Klapperichimorda quadrimaculata Ermisch, 1968